# Pininfarina
La Pininfarina è un'azienda italiana, attiva nel settore delle carrozzerie per automobili, fondata a Torino il 22 maggio 1930 come Società anonima Carrozzeria Pinin Farina da Battista Farina (detto Pinin ovvero Giuseppino in piemontese, in riferimento alla sua somiglianza col padre, Giuseppe appunto), dopo la sua fuoriuscita dall'impresa familiare Stabilimenti Farina, gestita con il fratello Giovanni Farina.
L'atto di costituzione in Società Anonima è firmato dai soci Battista Farina, Giovanni Battista Devalle, Gaspare Bona (che divenne primo presidente), Pietro Monateri, Arrigo De Angeli, Vincenzo Lancia. Fino al 2011 l'azienda, oltre ai servizi di progettazione e consulenza, era impegnata anche nella produzione di alcuni modelli (da essa disegnati) presso i propri stabilimenti. La società ha disegnato più di 100 Ferrari in quasi 70 anni, nel corso della collaborazione più forte per la carrozzeria torinese, interrottasi definitivamente nel 2017 con la presentazione della Ferrari 812 Superfast.
La società è quotata nell'indice FTSE Italia Small Cap della Borsa Italiana.

## Storia
Sorta come una piccola attività artigianale dedita alla costruzione di carrozzerie su ordinazione di facoltosi clienti privati, grazie al finanziamento di una zia della moglie e al fattivo appoggio di Vincenzo Lancia, che per primo credette nelle intuizioni dell'amico Pinin Farina al quale poi fece carrozzare molte delle sue automobili, divenne negli anni un'industria con la capacità di offrire al mercato automobilistico progettazioni complete di autoveicoli e, più in generale, di mezzi di trasporto, concepiti anche con l'ausilio di ricerche ingegneristiche avanzate. Pinin Farina fu tra i primi a interessarsi concretamente di aerodinamica, e il figlio Sergio apportò all'industria un approccio più ingegneristico e meno empirico.

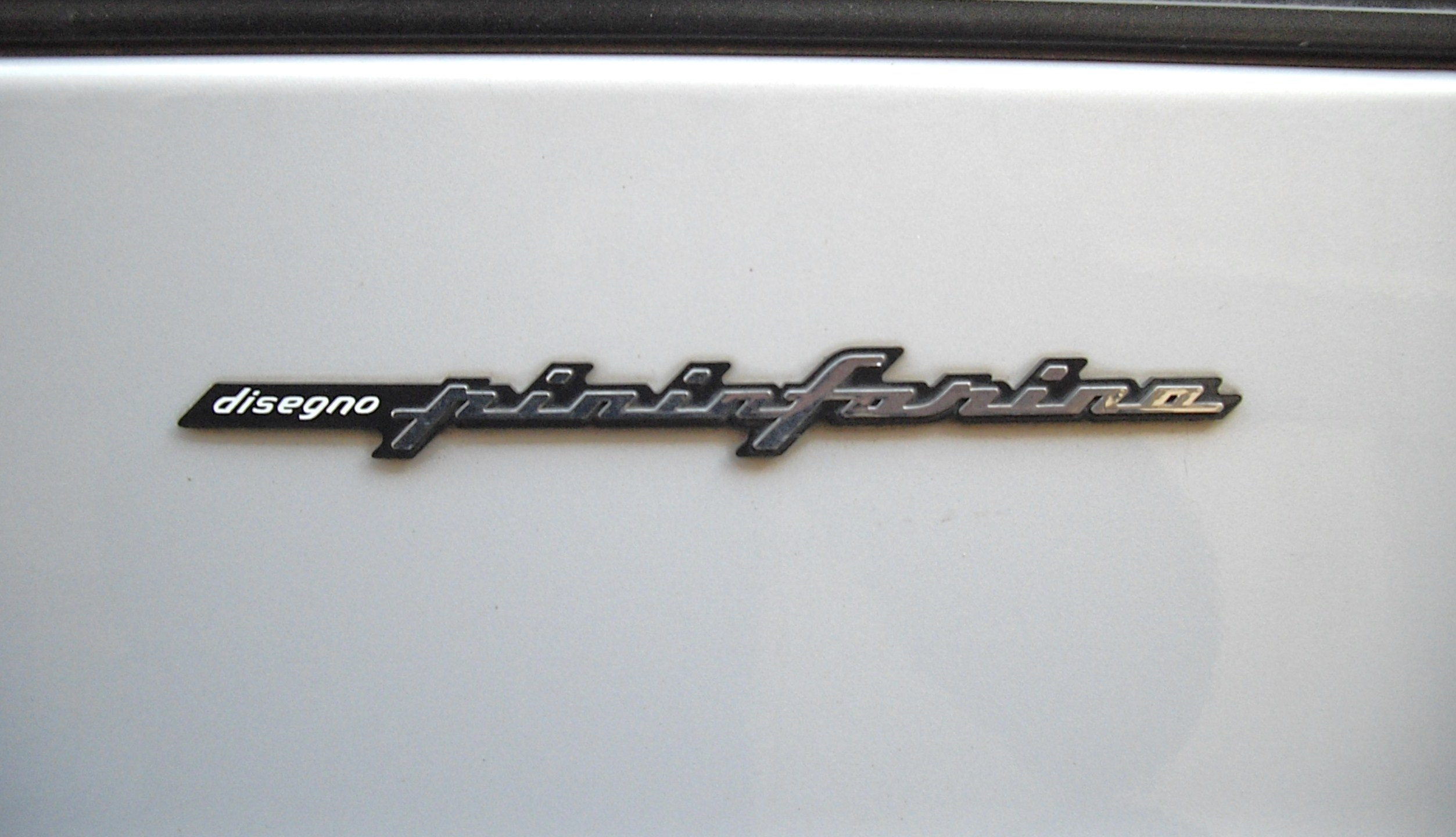
Logo Pininfarina presente su una Hyundai Matrix

Nei primi anni di vita, fino allo scoppio della seconda guerra mondiale, la società si fece conoscere per la costruzione artigianale e in piccola serie di carrozzerie particolari progettate su meccaniche in primis del socio Vincenzo Lancia in particolare su Dilambda, dell'Alfa Romeo, della Hispano-Suiza e della FIAT.
È nel momento della prima ricostruzione postbellica che Pininfarina concepì la prima automobile di fama mondiale, la Cisitalia 202. Presentata nel 1947, fu la prima autovettura che venne esposta al MOMA di New York.
Da quel momento conosciuta in tutto il mondo, la Pininfarina ha disegnato lo stile di centinaia di autovetture, talune delle quali famose e rinomate. L'azienda è poi passata, a partire dal 1961, sotto la guida del figlio del fondatore, Sergio, designer di fama mondiale, che ha proseguito la ricerca sempre restando nel campo delle automobili.
Già negli anni cinquanta iniziò la collaborazione con case automobilistiche straniere, ad esempio la francese Peugeot con cui il rapporto continua anche ai giorni nostri.

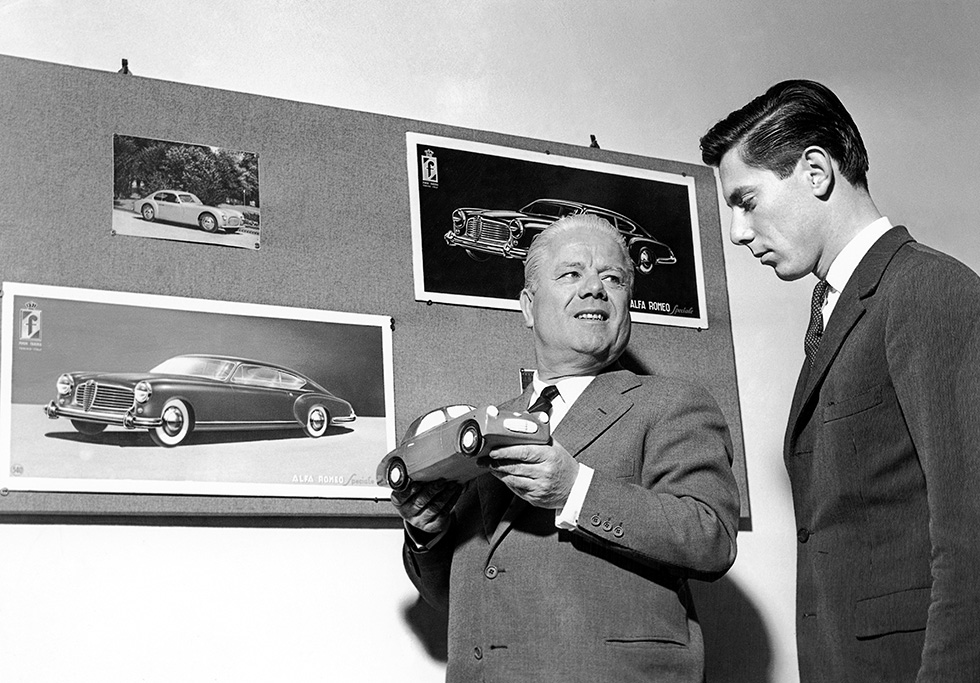
Battista "Pinin" Farina e il figlio Sergio negli uffici Pininfarina nel 1950

Sempre della fine degli anni '50 è anche la trasformazione da struttura artigianale ad una vera realtà industriale. L'evento di passaggio è la produzione per conto della Alfa Romeo di 27.000 Giulietta Spider nata in Pininfarina ispirandosi, per il design dell'auto, alla Lancia Aurelia B24.
Il decennio 1960-1970 è quello che segna la creazione di alcuni tra i modelli più famosi, come le Fiat "124 Sport Spider", l'Alfa Romeo Spider "Duetto", la Lancia Flaminia, la Lancia Flavia coupé, la Dino 246 e le "Dino Spider".
A partire dai primi anni '60 a seguito del trasferimento nel nuovo stabilimento di Grugliasco, si riscontra un forte impegno nello sviluppo tecnologico e aerodinamico, prima con la creazione del CCD (Centro di Calcolo e Disegno) e, in seguito, con la costruzione di una galleria del vento in scala naturale, la prima in Italia per le autovetture e una delle poche allora esistenti al mondo. Grazie anche a queste nuove tecnologie escono Ferrari 365 Daytona, 308 GTB e 400, la Fiat 130 Coupé, la Lancia Montecarlo (che fu la prima auto ad usufruirne) e le Lancia Gamma Berlina e Coupé (da cui nacquero anche gli splendidi prototipi Lancia Gamma Olgiata (Station-coupé), T-Roof (spider) e Scala (berlina 3 volumi). Oltre che per le automobili, nella galleria del vento vengono sperimentate nuove soluzioni annhe per i caravan. È del 1978 lo studio aerodinamico per la "Futura" della Nardi Caravans, prima roulotte costruita con il frontale inclinato per migliorare il CX.

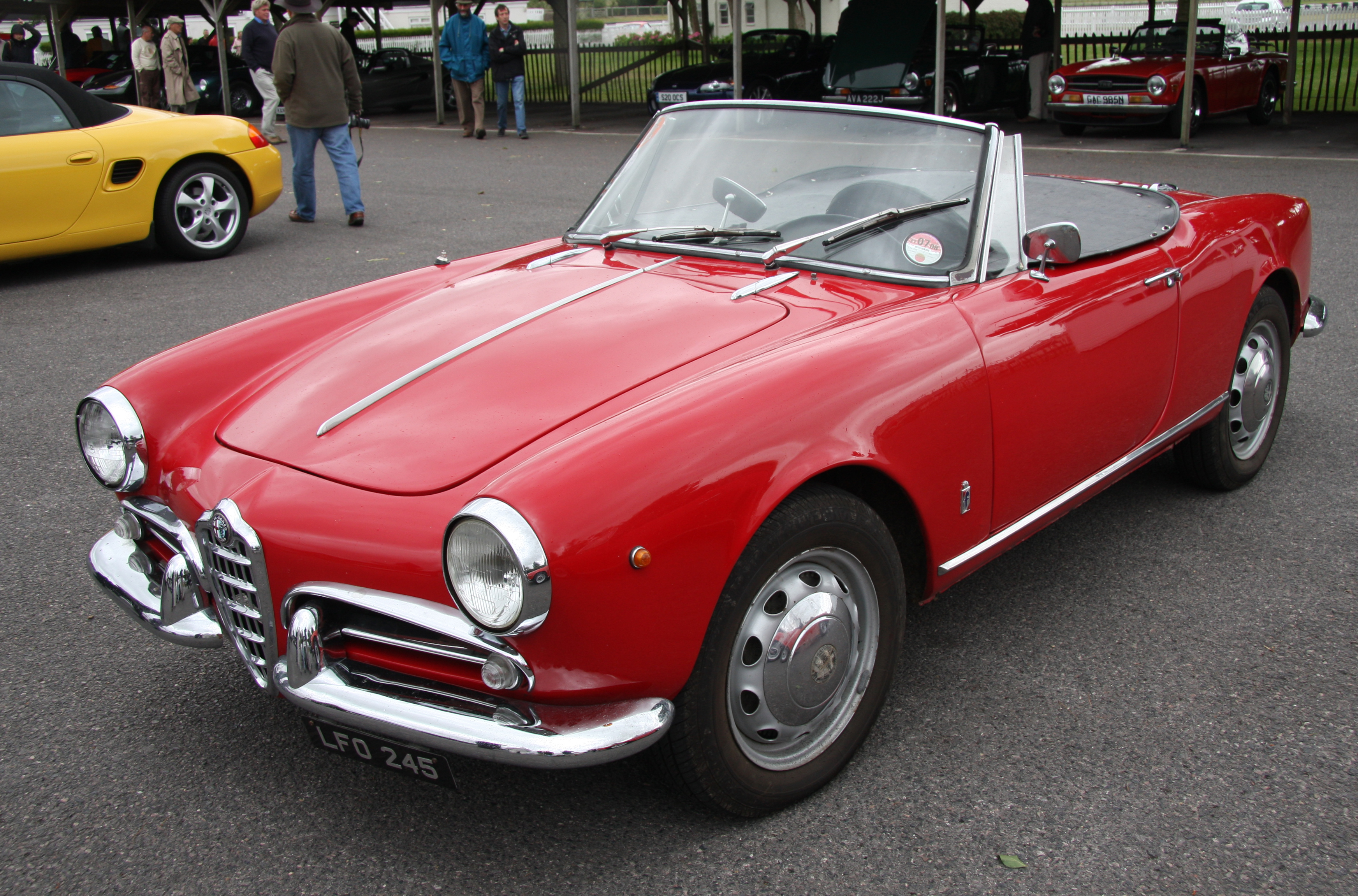
Alfa Romeo Giulietta Spider, una delle prime vetture disegnate e prodotte da Pininfarina

Sempre a cavallo tra gli anni 70 e primi anni 80, la Pininfarina strinse un accordo con la Lancia, in nome dell'antico legame tra le 2 case torinesi, anche per lo sviluppo di design ed aerodinamica delle sue sportive che in quell'epoca gareggiavano in pista e nei rally: tra queste la Lancia Beta Montecarlo Turbo, la Lancia LC1, Lancia LC2, Lancia 037, Lancia Delta S4 e i prototipi Lancia ECV e ECV2.
Dalla produzione di sole carrozzerie su telai di altri, l'azienda passò alla costruzione di intere vetture come la Fiat Campagnola e l'Alfa Romeo 33 Giardinetta. Nel frattempo strinse rapporti con ulteriori costruttori internazionale come la Honda e la Jaguar.
Nel 1986 l'azienda decide un ulteriore salto di qualità con la quotazione delle sue azioni in borsa, mentre le sue attività produttive sono rivolte verso altri modelli di automobile, tra i quali si possono citare: Ferrari Testarossa, Alfa Romeo Spider, Fiat Fiorino, Lancia Thema Station Wagon e molte Peugeot. Per quanto riguarda il reparto design e progettazione sono di questi anni nuovi accordi all'estero con Daewoo, Cadillac (ad esempio la Cadillac Allanté), Bentley e Mitsubishi, nonché il disegno delle serie x05 e alcune x06 della Peugeot, Alfa Romeo 164, Ferrari 288 GTO, Ferrari F40 e Fiat Coupé, nello stesso periodo inizia anche lo sviluppo del primo treno ad alta velocità italiano in grado di raggiungere e superare i 300 km/h, l'ETR-500, in collaborazione con Breda e consorzio TREVI.

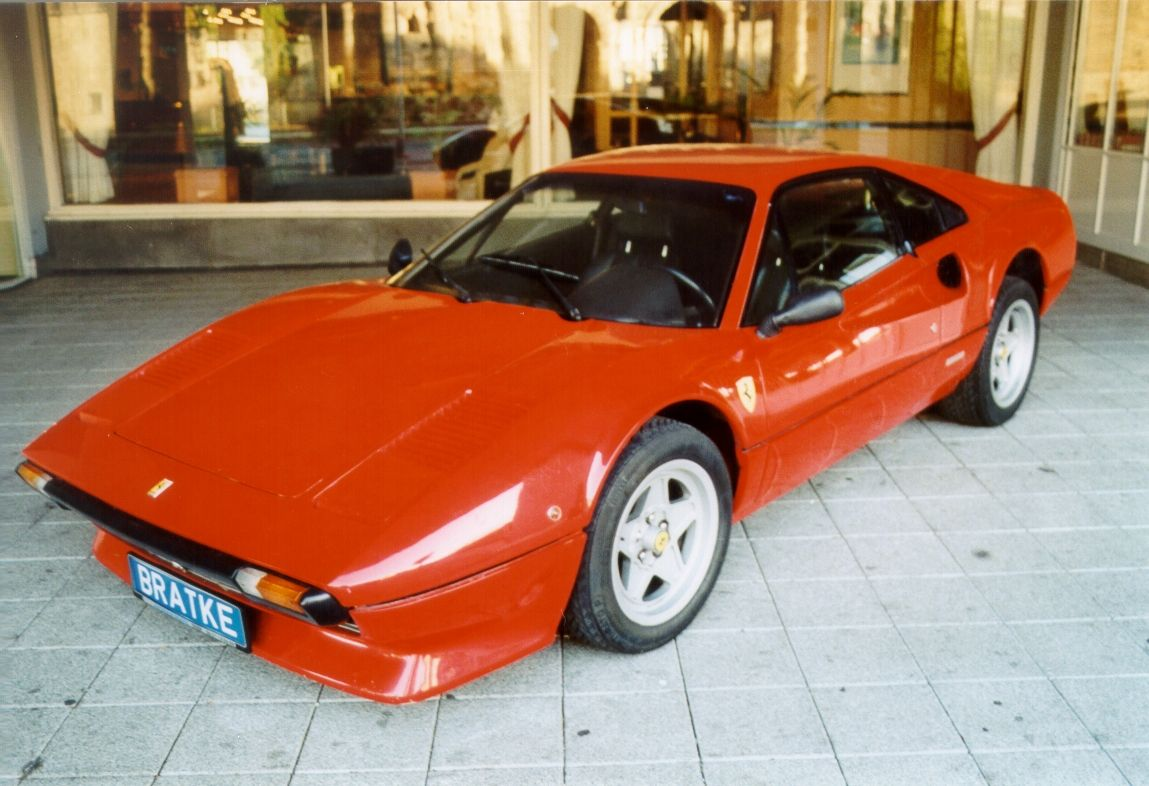
La Ferrari 308 GTB, una delle auto ritenute più rappresentative disegnate da Pininfarina

Questi primi anni del secolo sono dedicati ad altri modelli importanti e conosciuti, la Hyundai Matrix, Ferrari 575M Maranello e Ferrari Enzo, Mitsubishi Pajero Pinin, Alfa Romeo GTV, oltre che a modelli unici come la Ferrari P4/5.
Come molte altre aziende di design automobilistico, oltre alle vetture poi entrate in produzione di serie, la Pininfarina ha presentato ai vari saloni delle vetture concept car tra le quali si possono segnalare la Ferrari Modulo del 1970, la Ferrari Rossa Concept del 2000 e la Maserati Birdcage 75th del 2005.
La mattina del 7 agosto 2008, Andrea Pininfarina, presidente e amministratore delegato della società, muore sul colpo in un incidente stradale a Trofarello, nei pressi del Centro Stile di Cambiano, schiantandosi con il suo scooter contro un'auto sbucata da una via laterale. Gli succede alla presidenza dell'azienda il fratello Paolo.
Nei primi giorni di dicembre 2008 il designer italo-statunitense Jason Castriota è passato alla carrozzeria Bertone, diventandone direttore stilistico. Castriota per Pininfarina realizzò molte auto fra cui la Ferrari P4/5, la Maserati Birdcage 75th, Rolls Royce Hyperion, e collaborò alla realizzazione di Maserati GranTurismo, Ferrari 599 GTB Fiorano.

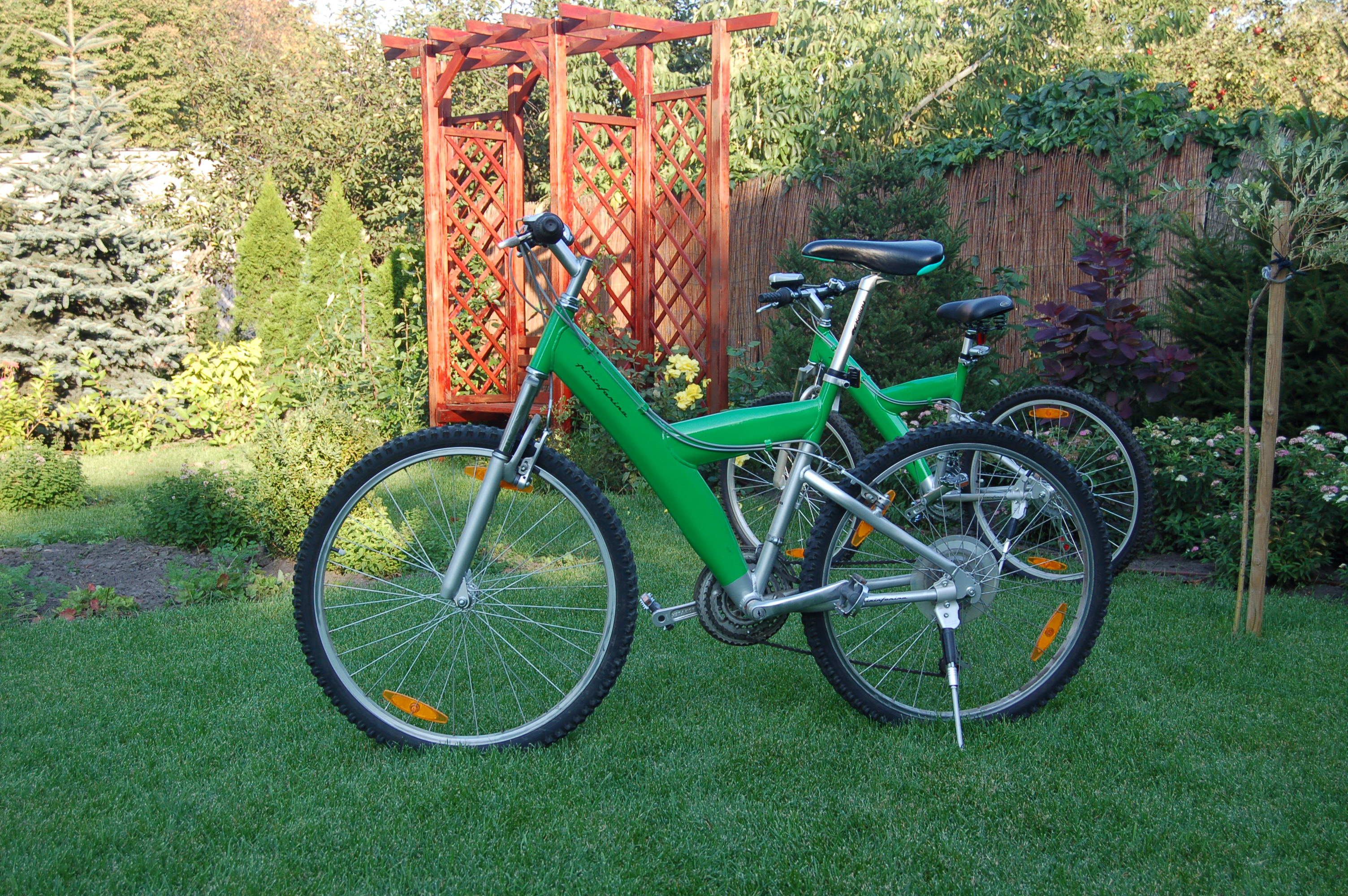
La bicicletta disegnata da Pininfarina

Sempre creazione della carrozzeria torinese è la Ferrari 458 Italia, presentata in anteprima nel luglio 2009 e destinata al Salone dell'automobile di Francoforte dello stesso anno per la presentazione ufficiale.
Il 1º aprile 2011 il designer Fabio Filippini viene nominato Direttore Design e assume la guida di un team che conta un centinaio di creativi e progettisti.
Il 3 luglio 2012 muore Sergio Pininfarina, che ha guidato la crescita dell'azienda nell'ultimo mezzo secolo (1961-2001). 
Sempre nel 2012 Pininfarina stringe un accordo con la cinese South East Motor per realizzare il design di una gamma di modelli destinati alla produzione; il primo frutto della collaborazione è la crossover DX7, medio-compatta che viene presentata nel 2015 dopo un lavoro di circa 3 anni ed entra in produzione per il mercato locale. A seguire viene presentata la DX3, crossover compatta sempre destinata alla Cina.
Il 14 dicembre 2015 viene comunicata la cessione dell'azienda, in grave insolvenza, al gruppo indiano Mahindra & Mahindra al prezzo di 1,10 euro per azione: allo stesso importo viene l'OPA obbligatoria senza però raggiungere l'obiettivo del delisting del titolo.

## Stabilimenti

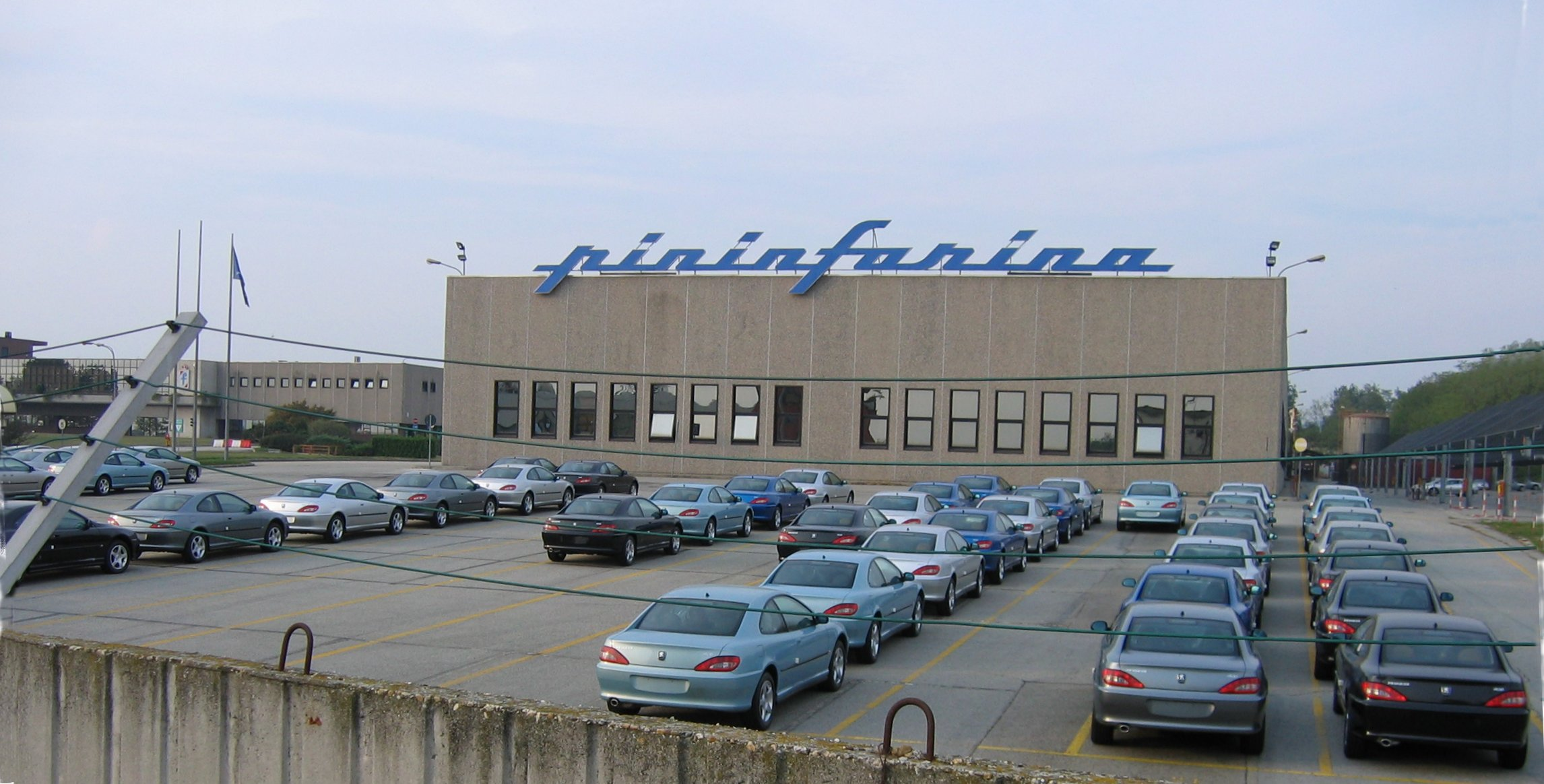
Stabilimento a San Giorgio Canavese

Pininfarina iniziò l'attività produttiva nello storico stabilimento di corso Trapani 107 a Torino, che lasciò a metà degli anni '50 per trasferirsi a Grugliasco, allora in aperta campagna.
Da lì crebbe con continuità e al momento di sua massima espansione, il 1999, Industrie Pininfarina disponeva di ben 3 unità produttive in Italia, tutte nel torinese: a Grugliasco appunto (lastroferratura, verniciatura e carrozzeria), San Giorgio Canavese (carrozzeria Marchi vari) e infine Bairo (carrozzeria Marchio Mitsubishi).
Oltre ai 3 siti elencati, Industrie Pininfarina disponeva della galleria del vento annessa al sito di Grugliasco, del Centro Stile di Cambiano e del sito di Uddevalla in Svezia, in joint venture con Volvo.
Tutto il ciclo produttivo era concentrato nel sito di Grugliasco (escluso lo stampaggio eseguito da fornitori esterni) dove oltre alla lastratura ed alla verniciatura veniva eseguita la carrozzeria (a Grugliasco vennero prodotte tra le altre la Fiat 124 Sport Spider e l'Alfa Romeo 33 Giardinetta 4x4).
Seguì lo stabilimento di San Giorgio Canavese, nato nel 1987 per produrre la Cadillac Allanté e dedicato solo a tale auto. Conclusa la vita della Allanté, fu dismessa la carrozzeria di Grugliasco dove rimasero e furono ampliate la lastroferratura e la verniciatura. Quest'ultima fu completamente rinnovata nel 1998 con una nuova linea all'acqua denominata non a caso Cielo Azzurro.
La carrozzeria lasciò quindi Grugliasco e fu trasferita a San Giorgio dove le scocche finite (verniciate, lucidate e controllate) venivano trasportate su bisarca da Grugliasco. Tra le altre a San Giorgio sono state messe in strada auto di grosso successo commerciale come la Fiat Coupé, la Peugeot 406 Coupé e la Lancia K SW.

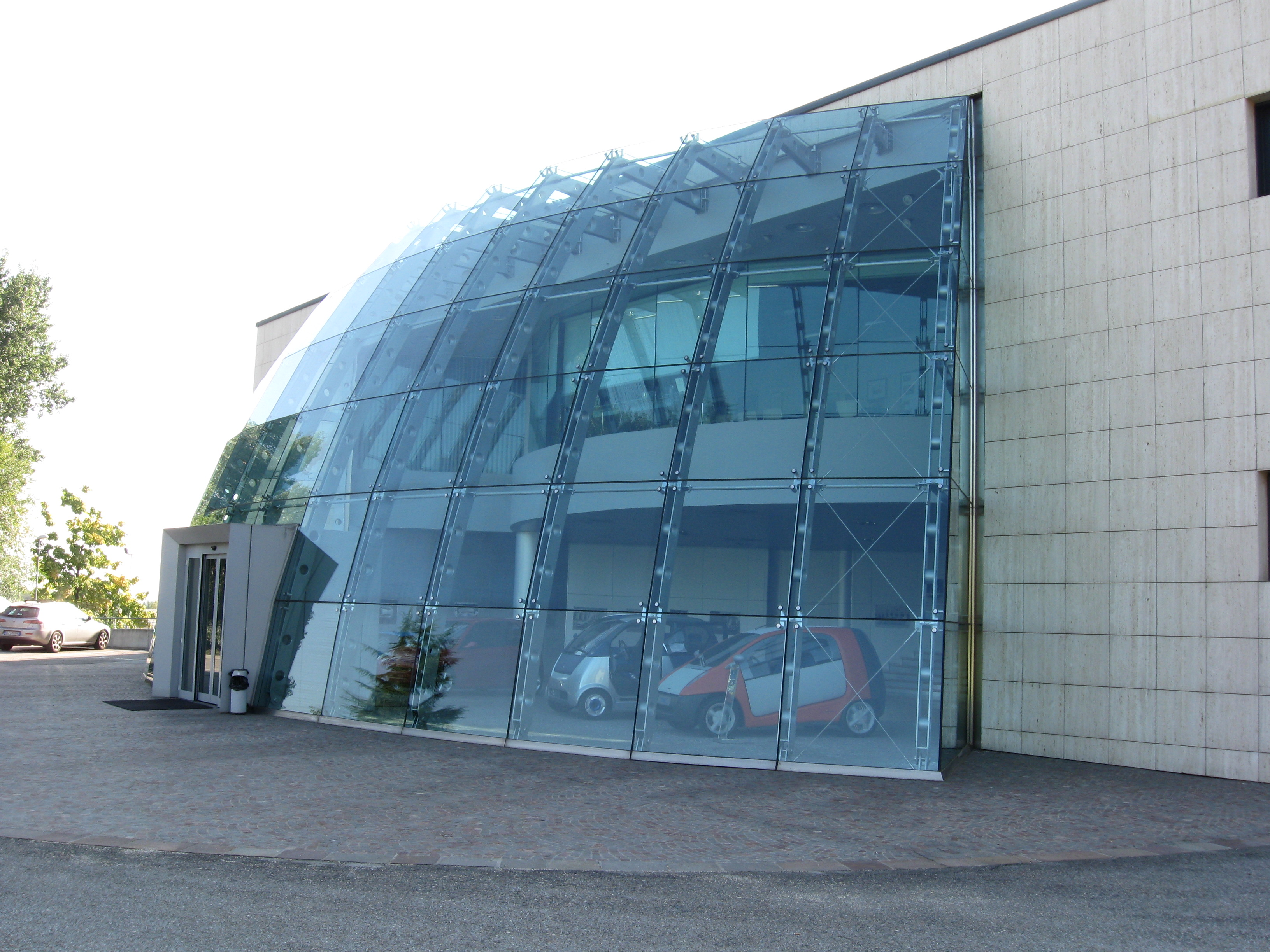
Pininfarina Design Center, che ospita il Museo Pininfarina

Infine, per la produzione della Mitsubishi Pajero Pinin nacque lo stabilimento di Bairo - non lontano da San Giorgio - acquistando, ampliando e ristrutturando totalmente il sito esistente ed abbandonato della Elcat, azienda produttrice di sedili per auto fallita. Mitsubishi finanziò più di 2/3 del costo della realizzazione dell'impianto pur che fosse dedicato a soli modelli a suo Marchio. Il sito fu inaugurato nel 1999 alla presenza dei Presidenti rispettivamente di Pininfarina Sergio Pininfarina e di Mitsubishi Katsuhiko Kawasoe.
La Pajero Pinin non ebbe il successo sperato, probabilmente anche a causa dell'offerta di sole motorizzazioni a ciclo Otto e nessuna a ciclo Diesel, mentre le auto prodotte in quel periodo a San Giorgio sopra citate arrivarono a fine carriera e i modelli che li sostituirono ebbero ben poca fortuna commerciale: le Alfa Romeo GTV e Spider restyling prima, le Alfa Romeo Brera e Spider poi e, infine, le Ford Ka e Focus entrambe nella versione Coupé Cabriolet (la Ka fu denominata StreetKa). A Bairo, Mitsubishi tentò anch'essa ma senza successo la carta Coupé Cabriolet con la Colt CZC per utilizzare le linee in via di dismissione della Pajero Pinin ma, alla fine della breve vita della Colt CZC, Mitsubishi gettò la spugna e cedette le proprie quote del sito a Industrie Pininfarina. 
Fu così che, complice la crisi dell'auto dei primi anni 2000 e la modularità dei pianali che consentì ai produttori di costruire in casa anche auto di nicchia, i tre stabilimenti uno dietro l'altro chiusero, portando Industrie Pininfarina a dichiarare nel 2011 la dismissione dell'attività produttiva, ritirandosi nel Centro Stile di Cambiano.
Dei 3 siti l'unico che ha ancora visto attività produttiva è quello di Bairo, dove viene prodotta da Cecomp spa la Blue Car - l'auto elettrica che Pininfarina aveva sviluppato in partnership con il francese Vincent Bollorè - affittando il ramo d'Azienda a Pininfarina.

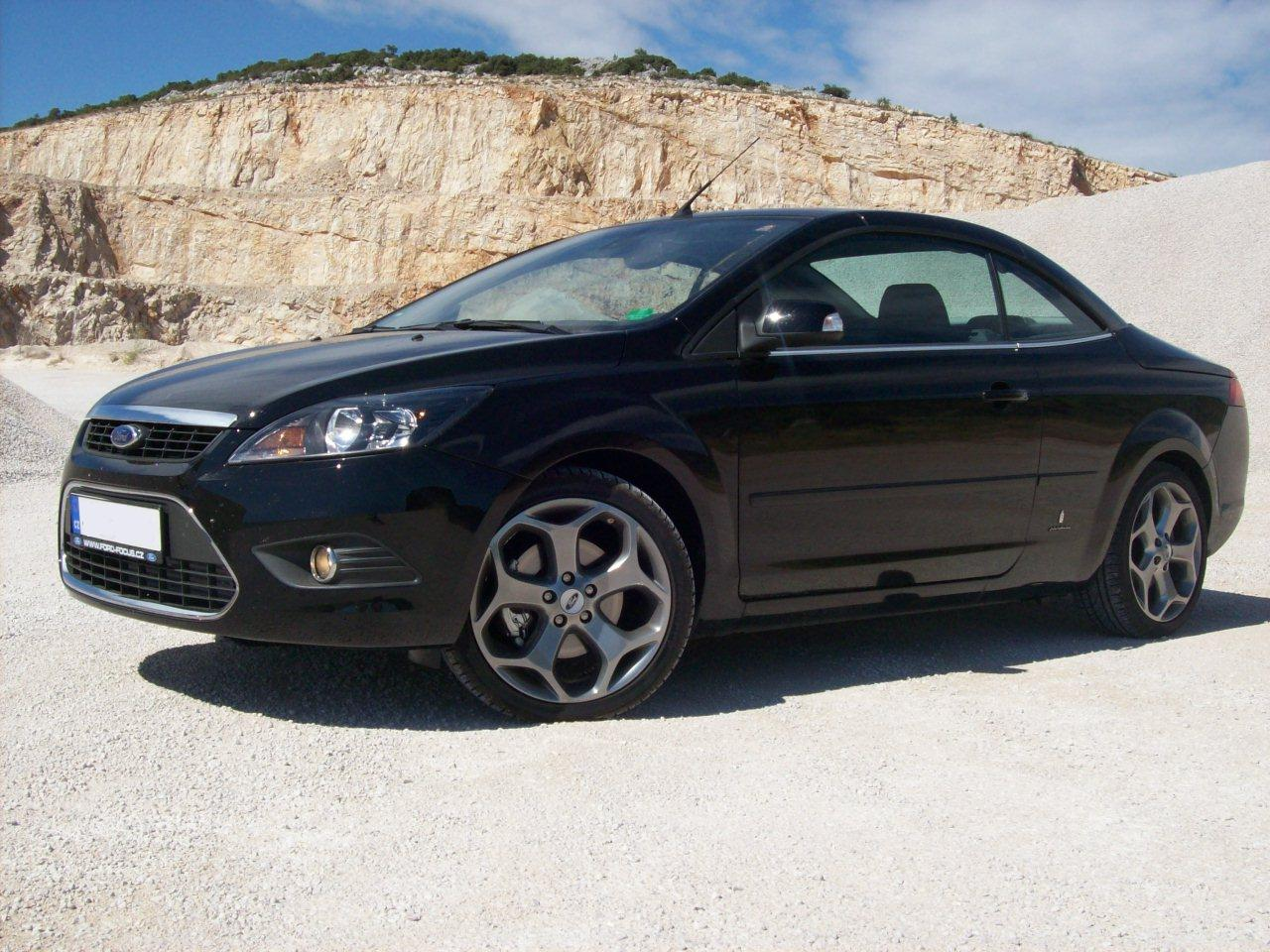
La Ford Focus CC del 2010, una delle ultime vetture prodotte e disegnate da Pininfarina a Grugliasco

Uno spiraglio si ebbe anche per il sito di Grugliasco con l'acquisto dell'impianto da parte della Regione Piemonte per affittarlo a De Tomaso di GianMario Rossignolo, che lì avrebbe dovuto produrre delle rivoluzionarie auto in alluminio cominciando dalla De Tomaso Deauville, e per cui si fece finanziare dalla Regione Piemonte i Corsi di Formazione alle maestranze passate contestualmente da Industrie Pininfarina a De Tomaso. Né i Corsi né la produzione furono mai avviati e la vicenda finì nelle aule giudiziarie e lo stabilimento fu abbandonato, mentre rimase a Pininfarina la, per altro ormai obsoleta, galleria del vento. Intanto, la joint venture a Uddevalla con il costruttore Volvo per la realizzazione della C70 fu sciolta con il termine del ciclo produttivo del modello.
Riassumendo, Pininfarina dal 2011 non ha più prodotto auto, e all'azienda al momento della vendita a Mahindra rimanevano operativi il Centro Stile e Ingegneria di Cambiano e la galleria del vento di Grugliasco (utilizzata però ormai solo marginalmente per il settore automotive, dedicandola a settori diversi quali biciclette, tute da sci, tende da sole, ecc.), il sito dismesso di San Giorgio e il sito di Bairo parzialmente locato a terzi, oltre alle sedi in Germania, Cina e USA. L'ultimo stabilimento aveva 127 dipendenti.
Ed è così che, come già citato, la Seglap SS, una delle finanziarie della famiglia Pininfarina, ha infine ceduto le proprie azioni quotate alla Borsa Milano al Gruppo Mahindra a 1,10 € ciascuna, mentre nel settembre 1999 raggiunsero il massimo storico di € 56,31, registrando quindi una perdita del valore in 16 anni, di ben il 98%.

## Auto disegnate dalla Pininfarina
- Alfa Romeo 33 Giardinetta
- Alfa Romeo 164
- Alfa Romeo GTV
- Alfa Romeo Spider (1995)
- Alfa Romeo Spider (Duetto)
- Bentley Azure
- Ferrari 288 GTO
- Ferrari 308 GTB
- Ferrari 328
- Ferrari Mondial
- Ferrari 348
- Ferrari F355
- Ferrari 360
- Ferrari 365
- Ferrari 365 GT4 2+2
- Ferrari Berlinetta Boxer
- Ferrari 456
- Ferrari 458 Italia
- Ferrari California
- Ferrari California T (in collaborazione con il Centro Stile Ferrari diretto da Flavio Manzoni)
- Ferrari Enzo
- Ferrari F12berlinetta (in collaborazione con il Centro Stile Ferrari diretto da Flavio Manzoni)
- Ferrari F40
- Ferrari F430
- Ferrari FF
- Ferrari Testarossa
- Fiat Pininfarina Coupé e Cabriolet
- Fiat 124 Sport Spider
- Fiat Coupé
- Ford Focus Coupé-Cabriolet
- Honda Beat
- Jaguar XJ6 terza serie
- Maserati Quattroporte (2003)
- Maserati GranTurismo e GranCabrio
- Mitsubishi Pajero Pinin
- Lancia Aurelia GT coupé e spider
- Lancia Flaminia coupé
- Lancia Flavia coupé
- Lancia Gamma coupé
- Lancia Montecarlo
- Lancia K SW
- Lancia Thema Station Wagon
- Peugeot 504 Coupé e Cabriolet
- Peugeot 205 Cabriolet
- Peugeot 305 Cabriolet
- Peugeot 406 Coupé
- South East Motor DX7
- South East Motor DX3
- VinFast LUX A2.0
- VinFast LUX SA2.0
- Volvo C70 seconda serie
- SsangYong Tivoli

## Auto prodotte
- Cadillac Allanté
- Fiat Coupé
- Alfa Romeo Spider
- Alfa Romeo Brera
- Rayton Fissore Magnum
- Mitsubishi Pajero Pinin
- Mitsubishi Colt CZC
- Volvo C70 (Uddevalla).
- Ford Streetka
- Ford Focus CC (Grugliasco - lastratura e verniciatura e San Giorgio - carrozzeria).
- Lancia Montecarlo

## Prototipi
- Alfa Romeo Dardo
- Pininfarina H600 (2017)[12]
- Fittipaldi EF7 Vision Gran Turismo (2017)[13]
- Pininfarina H2 Speed (2016)[14]
- BMW Pininfarina Gran Lusso Coupe (2013)
- Pininfarina Cambiano (2012)
- New Stratos (2010)
- Pininfarina 2uettottanta (2010)
- Pininfarina Bluecar (2009)
- Pininfarina Sintesi (2008)
- Maserati Birdcage 75th (2005)
- Pininfarina Nido (2004)
- Pininfarina Enjoy (2003)
- Fiat Wish (1999)

## Altre attività e riconoscimenti

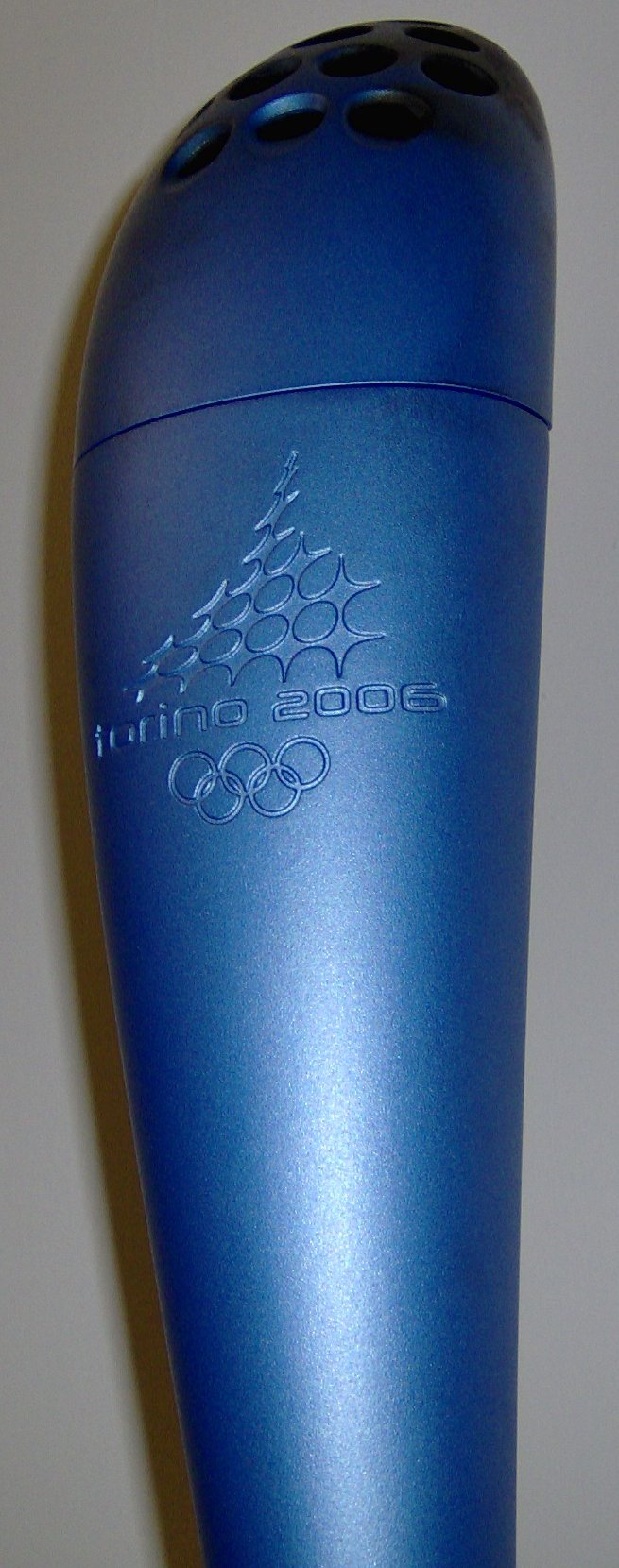
La torcia dei Giochi invernali di

Nel 2002 la rivista specializzata Automotive News Europe decreta l'ingresso del Fondatore Battista "Pinin" Farina nella European Automotive Hall of Fame, istituzione creata per celebrare gli uomini che hanno fatto la storia dell'automobile, mentre il College for Creative Studies (CCS) di Detroit, una delle maggiori istituzioni di cultura artistica degli Stati Uniti, ha conferito a Sergio Pininfarina la laurea honoris causa in Belle Arti; quest'ultimo è stato anche inserito nell'Automotive Hall of Fame nel 2007.
Nel 2008 e nel 2014, l'azienda viene premiata con il prestigioso premio Compasso d'oro per le automobili Pininfarina Nido e Ferrari F12berlinetta.. Oltre al Compasso d'Oro per la F12berlinetta, la Pininfarina riceve anche la Menzione d'Onore, sempre dall'ADI per la Pininfarina Cambiano
L'opera grafica di Pininfarina non si limitò comunque solo al mondo dell'automobile: ad esempio, porta la firma di Pininfarina la Torcia dei Giochi olimpici invernali di Torino 2006, così come il tripode che è stato acceso il 10 febbraio 2006.
Nell'anno 2006 Pininfarina collabora con la ELK Fertighaus AG, disegnando la casa prefabbricata in legno elk.arte, nella quale diversi moduli possono essere combinati in base alle esigenze particolari.
Pininfarina ha anche disegnato tram diffusi in tutto il mondo, come il Sirio di AnsaldoBreda ed il Cobra in esercizio a Zurigo.
L'azienda nel 2007 si è anche occupata della progettazione del "''The Keating Hotel" un albergo di lusso situato a San Diego in California.
Nel 2012 da Pininfarina sono stati firmati gli interni dell'aereo di linea Sukhoi Superjet 100.
Nel 2024 disegna per l'Aeronautica Militare la livrea PAN del velivolo M-346.